# Triglyf

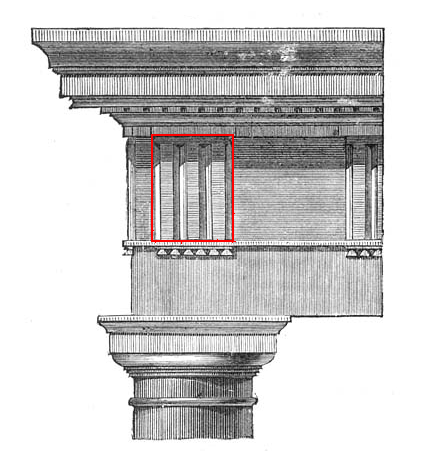
Triglyf

Triglyf (z řec. treis tři a glyphoin rýt, řezat; trojřez) je ozdoba dórského vlysu. Uplatňuje se v dórském řádu. Má tři svislé klínovité zářezy (glyfy) – dva plné, v ploše, a dva poloviční na okrajích (vlastně jen šikmo seříznuté hrany). Ve vlysu se střídá s metopami, které mohou být reliéfně řešeny. Zatímco metopa mírně ustupuje za rovinu architrávu, triglyf rovinu architrávu předstupuje. Dórský vlys s metopami a triglyfy je nazýván triglyfon.
Triglyf je umístěn vždy nad sloupem (s výjimkou rohů, kde může být triglyf posunut) a v ose intercolumnií (mezisloupí), takže počet triglyfů je vždy bez jedné dvojnásobný než počet sloupů. V rovině kladí a na okapníku římsy triglyfy zpravidla doprovázejí desky zvané mutuli (sg. mutulus) s kapkami (guttae).
Podobně jako celý dórský řád vznikl i triglyf zřejmě přepisem z dřevěné architektury do kamene; je odvozený z čela stropního trámu archaických dřevěných řeckých chrámů.
Obdobu triglyfu vytvořil renesanční teoretik Vignola, který zmenšil počet žlábků, a tak vznikl diglyf. Diglyf na rozdíl od triglyfu nemá seříznuté okraje.
Hemiglyf je poloviční glyf a vzniká seříznutím postranní svislé hrany triglyfu.